# زکام
زکام همان سرماخوردگی است، اما در اصطلاح طب سنتی زُکام یا نَزْلة، چایمان یا آبریزش بینی (به انگلیسی: Rhinitis) به معنی التهاب بافت مخاطی بینی است که آزاد شدن واسطه‌های التهابی مانند هیستامین موجب احتقان بینی، آبریزش بینی و کاهش حس بویایی می‌شود.
زکام به آبریزش بینی به طرف خارج حلق و سینه گفته می‌شود و می‌تواند در نتیجهٔ سرماخوردگی ساده یا آلرژیهای فصلی ایجاد شود یا دنبالهٔ یک بیماری مهم‌تر مانند سرخک و آنفلوآنزا باشد.

## نزله
در لغتنامه دهخدا چنین آمده است : زکام، به خصوص زکامی که با خرابی سینه و سرفه همراه باشد. (ناظم الاطباء). عبارت است از جلب شدن فضولات مرطوب از دو بطن مقدم دماغ به سوی حلق و بعضی نزله را مختص به جلب شدن فضولات مرطوب از دو بطن مقدم دماغ به سوی ریه و سینه دانسته‌اند. (از بحر الجواهر). سرماخوردگی. چایمان. چاییدگی. (یادداشت مؤلف): زکام و نزله هر دو مشترکند… لکن بعضی طبیبان آن را که به جانب بینی فرودآید و منفذ را بگیرد و حس بوی بازدارد زکام گویند و آن را که به حلق و سینه فرود آید نزله گویند. (از ذخیره خوارزمشاهی).